# Ximena Rubio
Ximena Rubio (ur. 1 grudnia 1978 roku w  Meksyku) – meksykańska aktorka

## Filmografia
- 2005:  Encrucijada jako Nelly
- 2004:  Contrato de amor jako Jimena
- 2002:  Daniela jako Paola Arango
- 2000:  Golpe bajo jako Gina Carranza
- 1999:  Besos prohibidos jako Patricia
- 1999:  Háblame de amor jako Daniela
- 1998:  Azul tequila jako Maria Jacinta De Icaza